# 베스 모타
베스 모타(Bess Motta, 1958년 2월 10일 ~ )는 미국의 배우, 텔레비전 배우, 영화배우이다. 우들랜드힐스에서 태어났다.

## 영화
- 유 토킹 투 미 (1987년) - 주디스 역
- 터미네이터 (1984년) - 진저 벤투라 역